# Amarant d'Albi
|  | Aquest article tracta sobre el predicador del s. III. Si cerqueu el bisbe d'Albi del s. VIII, vegeu «Amarant de Moissac». |

Amarant d'Albi (Albi?, segle iii - Albi, ca. 260) va ser un predicador cristià, evangelitzador de l'Albigès. És venerat com a sant per l'Església catòlica i l'ortodoxa.

## Hagiografia
No es conserven dades de la seva vida, i la Passio antiga ha desaparegut. Només en coneixem les dades aportades per Gregori de Tours i la tradició. Gregori de Tours esmenta «Amarant, sebollit prop de la ciutat d'Albi», i en diu que després d'haver estat detingut i torturat durant les persecucions als cristians, fou martiritzat a Albi, potser en temps de Sadurní de Tolosa i de l'emperador Deci, a mitjan segle iii. Des de Tolosa, hauria anat a predicar a l'Albigès, on la comunitat cristiana deu haver-se format cap a la segona meitat del segle iv, donant lloc a la diòcesi d'Albi al segle v.

## Veneració
Fou molt venerat pel bisbe Eugeni de Cartago, que va voler ésser enterrat vora seu. La seva tomba era a uns tres km a l'est d'Albi, on es va construir una capella, que ja era venerada i meta de pelegrinatge en temps de Gregori de Tours. Al segle ix, el cos d'Amarant fou portat a Vius (Tarn), a una comunitat de canonges regulars i el 1494 fou novament traslladat, pel bisbe Louis d'Amboise, a la Catedral d'Albi.